# Дональд II (король Стратклайда)
Дональд II (Домналл мак Аэда) (гэльск. Domhnall II, ирл. Domnall mac Áeda, англ. Donald II) (умер в 915 или не позднее 934) — король Стратклайда (первая треть X века).

## Биография
Король Стратклайда Дональд II упоминается только в одном историческом источнике — «Хронике королей Альбы». Согласно этому труду, составленному в конце X века, во время правления короля Шотландии Константина II скончался король Стратклайда Дональд I и его преемником стал некий Дональд, сын Аэда. Эти данные позволили историкам отнести время начала правления нового монарха к периоду не ранее 908 и не позднее 916 года.
Долгое время предполагалось, что Дональд II был сыном короля Шотландии Эда (Аэда) Белоногого. Временем окончания правления Дональда в этом случае определялся точно не установленный период до 934 года, когда в хрониках впервые упоминался новый стратклайдский правитель Эоган (Оуэн) I. Однако в 1990-е годы американский медиевист Бенджамин Хадсон предположил, что перевод текста «Хроники королей Альбы» содержит ошибку и слово «eligitur» в пассаже о восшествии на престол Дональда II следует читать не как «избрание», а как «Айлех». В свете своей теории, он также провёл исследование родственных связей Дональда, высказав мнение, что этот правитель Стратклайда идентичен сыну верховного короля Ирландии Аэда Финдлиата, смерть которого «Анналы Ульстера» датируют 915 годом. Предполагается, что Дональд II смог претендовать на стратклайдский престол благодаря своим родственным связям с Макальпинами, так как его мать Маэл Муйре была дочерью первого короля Шотландии Кеннета I. В настоящее время среди историков существуют сторонники как шотландской, так и ирландской теорий происхождения Дональда II.